# الهندسة متعددة التخصصات
يصف مصطلح الهندسة متعددة التخصصات (MDE) عملية متعددة التخصصات على مستوى مهني راقٍ.
تتضمن هذه الهندسة عددًا أكبر بكثير من المجالات لتحقيق التكامل مقارنة بالمشروعات متداخلة التخصصات الأكثر شيوعًا أو مشروعات الأنظمة المتكاملة. ويتم في هذه المجالات الدمج بين مجالين معرفيين مختلفين، ونادرًا ما يتم دمج أكثر من أربعة منها. وفي بعض الأحيان يتم استخدام مصطلح الهندسة متعددة التخصصات على سبيل الخطأ لوصف مجموعة من اثنين أو ثلاثة مجالات فقط. ولكن هناك تحديات تتطلب تقييم عشرات المجالات أو حتى المئات ودمجها.
عندما يتم استخدام موارد مماثلة لمشروع عادي لعملية هندسة متعددة التخصصات، يؤدي ذلك إلى تقييم أقل تفصيلاً للمهمة، ولكنه في الوقت ذاته أوسع بكثير.
وقد يساعد ذلك في تفادي وجود نقاط فارغة في عمليات التخطيط الأولية وهذا لا غنى عنه لتعزيز كفاءة التخطيط. إضافة إلى أن هذا يساعد في إيجاد أفضل الحلول بعيدًا عن أي نظام صارم أو قيود عادة ما يمارسها المهنيون أو الخبراء.
يعكس هذا المصطلح عملية الجودة. يتشابه هذا المصطلح مع هندسة النظم ولكنه على مستوى غير شائع حتى الآن في هذا المجال. وهو مستوى تم إعداده خصيصًا لتلبية معايير عملية إدخال المواد لكل وحدة خدمة تكون إيجابية. يعد مفهوم إدخال المواد لكل وحدة خدمة هو المفهوم الوحيد المتوفر الذي يمكنه إدراك جميع جوانب المشروع وتقديم تحليل بيئي شامل.

## مثال
يتم مراعاة تشكيلات واسعة من المجالات الهندسية المختلفة في الوقت ذاته في مرحلة التخطيط لأي مشروع متعلق بالهندسة المدنية. ولكن كل هذه المجالات قريبة من بعضها البعض. على سبيل المثال، يُعد التحليل الإنشائي وفيزياء البناء وعلوم المواد الملازمة ودورة التشييد الفعلي واللوجيستيات مكونات في مجموعة صغيرة نسبية.
وقد يتمثل الاختلاف في التفكير في الوقت ذاته في مجالات موزعة على مهن المهندسين المشاركين والمهندسين المعماريين ومهندسي المناظر الطبيعية وأخصائيي الصيانة ومزود الأدوات المساعدة وعلى سبيل المثال العالم الذي يستخلص توازن دورة حياة المشروع. مثل هذا النهج المتعدد التخصصات الذي يعبر جميع حدود المهن المختلفة قد يُطلق عليه الهندسة متعددة التخصصات.
يتمتع هذا المستوى من التكامل بالقدرة على حل المشاكل بكفاءة لمواجهة التحديات البيئية والاقتصادية، بحيث يبلغ أعلى درجة من الكفاءة ويؤدي إلى الاستدامة.

## الجودة
يعكس مصطلح الهندسة متعددة التخصصات عملية الجودة ككل، وليس معنيًا بإجراء معين.
تعتمد الجودة على عوامل محددة:
- درجة الاختلاف بين التخصصات
- عدد التخصصات
- الموارد المُستخدمة للتكامل (الوقت الخبراء وغيرهما)

## التعليم
من أجل تطبيق منهج الهندسة متعددة التخصصات، فإن الخبراء في حاجة لعملية تعليمية غير عادية تمامًا وواسعة النطاق وتمتد لفترة طويلة.
تواجه منهجية الهندسة متعددة التخصصات تحدي توحيد اللغات العلمية المختلفة من أجل تواصل أكبر مجموعة من المهندسين قدر الإمكان، أو لإنشاء مجموعات من البيانات أو المعادلات المختلفة وغيرها معًا على أن تكون بسيطة قدر الإمكان.